# Sarcinochrysidales
Sarcinochrysidales é uma ordem de de microalgas marinhas heterocontes pertencentes à classe Pelagophyceae.

## Descrição
As Sarcinochrysidales são um pequeno grupo de algas com cerca de 11 géneros, pertencente ao filo Heterokontophyta e aparentado com os silicoflagelados.
As células vegetativas são flageladas e por isso móveis. O grupo inclui formas sarcinóides, capsoides, filamentosas ou biflageladas com quatro raízes microtubulares cinetossomiais. As células tipicamente apresentam parede celular orgânica.
Formam parte do plâncton marinho e são geralmente microscópicas, embora o género Sarcinochrysis forme colónias macroscópicas que ocorrem agarrados a um substrato sólido..
O agrupamento inclui o género Aureoscheda, uma alga recentemente descoberta nas águas ao largo das Bahamas.

## Taxonomia e sistemática
Na sua presente circunscrição taxonómica a ordem contém os seguintes géneros (2017):
- Ordem Sarcinochrysidales Gayral & Billard, 1977
  - Família Sarcinochrysidaceae[7]
    - Andersenia R.Wetherbee & R.F.Waller, 2015
    - Ankylochrysis  Billard, 1995
    - Arachnochrysis  R.A.Andersen & K.Y.Han, 2018
    - Aureoscheda  M.J.Wynne & R.A.Andersen, 2014
    - Aureoumbra  D.A.Stockwell, DeYoe, Hargraves & P.W.Johnson, 1997
    - Chrysocystis  Lobban, D.Honda & Chihara, 1995
    - Chrysonephos  W.R.Taylor, 1952
    - Nematochrysopsis  Chadefaud, 1947
    - Pelagospilus  R.A.Andersen & L.Graf, 2018
    - Sarcinochrysis  Geitler, 1930
    - Sargassococcus  R.A.Andersen & K.Y.Han, 2018

  - Família  Chrysocystaceae[8]
    - Chrysoreinhardia Billard, 2000
    - Sungminbooa H.S.Yoon & R.A.Andersen, 2018

É expectável de estudos de biologia molecular venham a aumentar esta listagem.